# Roberto Bruzzone
Roberto Bruzzone, a volte riportato come Rodolfo Bruzzone (fl. XX secolo), è stato un calciatore argentino, di ruolo centrocampista o difensore.

## Caratteristiche tecniche
Giocava come centromediano, mediano sinistro e difensore destro o sinistro.